# Perušić
Perušić je općina u Ličko-senjskoj županiji.

## Opis
Obuhvaća zapadni dio Ličkog polja. Grb Općine ima oblik štita, gdje se u plavom polju nalazi zlatni lav koji drži srebrno pero. Zastava je svijetlo-plava sa žuto obrubljenim grbom u sredini. Nastanak Perušića kao organiziranog naselja datira iz ranog novog vijeka 16. i 17. stoljeća, kada se taj prostor nalazio na graničnoj crti između Osmanskog Carstva i Europe. Prvi put se Perušić spominje 1487. godine. Osnivaju ga braća Dominik i Gašpar Perušić. Poljodjelstvo i nešto industrije (ponajviše drvna) osnovne su gospodarske grane. Među najpoznatijim znamenitostima su: crkva Uzvišenja Sv. Križa, Pećinski park Grabovača, Kosinjski most, Jela car i Pisani kamen.

## Zemljopisni položaj
Urbano naselje Perušić smješteno je u jugoistočnom dijelu Like na nadmorskoj visini od 575 do 600, na prostoru udoline – polja između željezničke pruge istočno od Gradine (starog grada Perušića na mjestu današnje Kule) i brda Klisa zapadno, uz glavnu komunikaciju (Otočac – Gospić).
Perušić ima dobar zemljopisni položaj između najvećih hrvatskih gradova. Udaljen je 15 km od Gospića, 110 km do Zadra, 186 km do Zagreba, 191 km do Rijeke, 232 km do Splita, a u blizini se nalaze tri nacionalna parka: NP Plitvička jezera, NP Sjeverni Velebit i NP Paklenica te Park prirode Velebit. Najvažniji su prometni pravci zahvaljujući kojima je Perušić dobro prometno povezan: državna cesta D50 između Otočca i Gospića, autocesta Zagreb-Split (izlaz s autoceste u Perušiću) i magistralna željeznička pruga MP 11, koja povezuje Zagreb i Split. Kroz željezničku postaju Perušić svakodnevno prometuju putnički i teretni vlakovi. Perušić je povezan autobusnim linijama s Gospićem, Zadrom, Zagrebom i Rijekom.

### Klima
Prema Köppenovoj podjeli klime u Hrvatskoj, područje Like pa tako i Perušić, pripada tipu Cfb – umjereno topla vlažna klima s toplim ljetom. Modifikatorski utjecaj reljefa i nadmorske visine na temperature zraka i raspored padalina vrlo su veliki. Velebit ograničava toplinski utjecaj Jadranskog mora, ali ne može spriječiti prodor vlage s mora duboko u unutrašnjost.
Trajanje perioda iznad 5 stupnjeva srednje temperature kada je moguća vegetacija trave i žitarica, iznosi 210 – 250 dana, a s temperaturom iznad 10 stupnjeva 140 – 180 dana (jedan do dva mjeseca kraće nego u umjerenoj kontinentalnoj klimi). Stoga ne mogu uspijevati kulture s toplim i umjerenim rastom. Količine padalina su velike, maksimum je zimi i u jesen, a minimum ljeti. U Lici može doći do ljetne suše. Snijega ima mnogo i dugo se zadržava na tlu.
Vlažna snježno-šumska klima sa svježim ljetom (Dfc) zastupljena je samo u najvišim dijelovima općine. Zime imaju obilne snježne padaline. Prosječna temperatura najtoplijeg mjeseca je niža od 18°C, a najhladnijeg niža od –3°C. Samo 2 – 4 mjeseca u godini imaju prosječnu temperaturu zraka višu od 10°C.

## Općinska naselja
Općina Perušić ima 20 naselja:
- Bakovac Kosinjski,
- Bukovac Perušićki,
- Donji Kosinj,
- Gornji Kosinj,
- Kaluđerovac,
- Klenovac,
- Konjsko Brdo,
- Kosa Janjačka,
- Kvarte,
- Krš,
- Lipovo Polje,
- Malo Polje,
- Mezinovac,
- Mlakva,
- Perušić,
- Prvan Selo,
- Rudinka,[a]
- Studenci,
- Sveti Marko,
- Vukelići.[a]

## Stanovništvo
Općina Perušić po popisu stanovništva iz 2001. godine imala je oko 3500 stanovnika.
Nacionalni sastav: Hrvati 89 %, Srbi 9 %, ostali 2 %. Po popisu iz 2011. godine, Općina je imala 2638 stanovnika, Hrvata: 2380 (90,22 %), a Srba 224 (8,49 %).

### Perušić (naseljeno mjesto)
- 2011. – 852
- 2001. – 957
- 1991. – 1316 (Hrvati – 1234, Srbi – 54, Jugoslaveni – 11, ostali – 17)
- 1981. – 1218 (Hrvati – 1102, Srbi – 53, Jugoslaveni – 51, ostali – 12)
- 1971. – 1343 (Hrvati – 1239, Srbi – 70, Jugoslaveni – 10, ostali – 24)

O strahovitoj depopulaciji ovog kraja govori činjenica da je 1910. godine područje kotara Perušić imalo 21 000 stanovnika. Neki od razloga su: Prvi i Drugi svjetski rat, potom iseljavanje stanovništva u razvijenija područja,  napadi u Domovinskom ratu, starenje stanovništva te učestale poplave u Kosinjskom polju. Općina Perušić je među najslabije naseljenim općinama u Hrvatskoj.
| broj stanovnika | 12087 | 13311 | 12463 | 14363 | 15507 | 15409 | 14359 | 14372 | 11674 | 10958 | 9952  | 8607  | 6379  | 5648  | 3494  | 2638  | 1973  |
|                 | 1857. | 1869. | 1880. | 1890. | 1900. | 1910. | 1921. | 1931. | 1948. | 1953. | 1961. | 1971. | 1981. | 1991. | 2001. | 2011. | 2021. |

| broj stanovnika | 995   | 1060  | 904   | 839   | 919   | 966   | 1150  | 1216  | 1003  | 1159  | 1290  | 1343  | 1218  | 1316  | 957   | 852   | 752   |
|                 | 1857. | 1869. | 1880. | 1890. | 1900. | 1910. | 1921. | 1931. | 1948. | 1953. | 1961. | 1971. | 1981. | 1991. | 2001. | 2011. | 2021. |

## Uprava
Prostor uprave općine Perušić obuhvaća zapadni dio Ličkog polja.
Grb Općine ima oblik štita, gdje se u plavom polju nalazi zlatni lav koji drži srebrno pero.
Zastava Općine je svijetlo-plava sa žuto obrubljenim grbom u sredini. Omjer širine i dužine zastave je 1:2.
Institucije na području Općine su: Općina Perušić, Turistička zajednica Općine Perušić (u zgradi Općine), Matični ured (u zgradi Općine), Javna ustanova Pečinski park Grabovača i Šumarija Perušić, poštanski uredi u Perušiću i Gornjem Kosinju. 

## Povijest

### Počeci
U šumi Begovača kod Kosinja nalazi se Pisani kamen, rimski natpis iz 1. st. uklesan na monolitnoj stijeni. To je rimska presuda u sporu ilirskih plemena Ortoplina iz Stinice kod Karlobaga i Parentina iz Kosinja oko pristupa vodi. Na potezu prema Otočcu pronađeni su tragovi iz kamenog doba, dok više nalaza potječe iz brončanog doba. U blizini Kosinja pronađen je ilirski grob s prijelaza iz 8. u 9. st. pr. Kr.
Lasco de Kosin, u kome stolovahu knezovi kosinjski spominje se ljeta Gospodnjega 1071. u listini kralja hrvatskoga Petra Krešimira IV.
Nastanak Perušića kao organiziranog naselja datira iz ranog novog vijeka 16. i 17. stoljeća, kada se taj prostor nalazio na graničnoj crti između Osmanskog Carstva i Europe. Prvi put se Perušić spominje 1487. godine. Osnivaju ga braća Dominik i Gašpar Perušić, iz plemićke obitelji koja dolazi iz Kolunića, župa Pset, teritorija današnjeg Bosanskog Petrovca. Po njihovom prezimenu mjesto dobiva ime, a na uzvisini obitelj gradi obrambenu utvrdu koja u literaturi ima različite nazive- Perušićki stari grad, Gradina, a u narodu najčešće samo Perušićka kula.
Kada su Turci pokorili Liku i Krbavu, Perušić, kao dio Ličkog sandžaka, postaje glavno tursko uporište Like. U zidu crkve sv. Vida u Kosinjskom Bakovcu ugrađene su tri vapnenačke pločice s glagoljskim natpisima iz 1517. Popis stanovništva Like i Krbave iz 1712. bilježi da u Perušiću i Kaluđerovcu živi 56 hrvatskih, 33 novo kršćanske (ranije muslimanske), 6 bunjevačkih, 15 vlaških obitelji.

### Za vrijeme Turaka
Turcima je u istom razdoblju pripadao i čitav kosinjski kraj. Stalno su naseljavali opustjela područja kako bi utvrdili svoj granični pojas prema Veneciji i Habsburškoj Monarhiji. To je granično područje između triju velikih imperija (Habsburške Monarhije s ostatcima Hrvatsko-Ugarskog Kraljevstva, Mletačke Republike i Otomanskog Carstva) bilo poprište stalnog ratovanja. Oslobađanje od turske vlasti u Lici je počelo 1685. g. Perušićko područje oslobađa vojska otočke pukovnije, narod pod vodstvom popa Marka Mesića i senjski uskoci.
Prema povijesnim dokumentima Perušić možemo nazvati i kolijevkom hrvatske pismenosti. Nedugo nakon što je izumljen tiskarski stroj u naselju Kosinj u blizini Perušića tiskan je Misal po zakonu rimskoga dvora ili Kosinjski misal (Katolička crkvena knjiga), jedna od najstarijih tiskanih knjiga u Hrvatskoj i Europi s mnogobrojnim ilustracijama i uresima. Kosinj kao simbol hrvatske kulture ima svoje mjesto i u Gutenbergovom muzeju u Mainzu gdje na karti prvih tiskara ponosno stoji njegovo ime.

### Novije doba
Šume na području Perušića u 16. stoljeću bile su pod upravom Austrijske državne komore. Razvojačenjem Vojne krajine postaju dio Otočke imovne općine u čijem sastavu je i Šumarija Perušić. Nakon 1945. godine šume postaju općenarodna imovina i njima u ime države upravljaju Okružni narodni odbori. Šumarija Perušić ponovno upravlja šumama od 1957. godine. Sadašnja zgrada Šumarije podignuta je 1970. godine.
Osnovna škola Perušić je osnovana 1773 godine. Školu trenutno pohađa 106 učenika u 8 razrednih odjeljenja.
Poštanski ured je otvoren 1857., a 1874. djevojačka škola. U Perušiću je 1886. godine osnovan „Odbor za uređenje Samogradske pećine“ te se smatra prvim speleološkim društvom u Hrvatskoj.
Dana, 5. kolovoza 1889. god. špilja Samograd je prvi put osvijetljena. Odbor je na svečan način otvorio Samograd za posjetitelje i o tom događaju pisao je list Obzor. To je ujedno i prva novinska vijest u Hrvatskoj o otvorenju neke špilje za posjetitelje. Putevi i stube kroz Samograd spominju se još 1889. god., a temeljito su uređeni 1903. god. kada je, prema zapisanim povijesnim podacima, u Liku trebao doći ban Khuen-Héderváry.
Godine 1920. izrađena je željeznička postaja Perušić na Ličkoj prugi, kada je otvorena i dionica pruge Vrhovine – Gospić u dužini 47,38 kilometara, 23. ožujka 1920. godine.
Za vrijeme Drugoga svjetskoga rata, prije i neposredno poslije njega, bilo je mnogo stradanja. Prema Zborniku Hrvatske žrtve s područja bivše Općine Gospić za vrijeme Kraljevine Jugoslavije, II. svjetskog rata i Druge Jugoslavije, s područja Perušića evidentirano je 792 stradalih ljudi, a s područja Kosinja 363 žrtava. Od bombardiranja zrakoplovima stradalo je četvero ljudi u Kosinju, a osamnaest u Perušiću. Uračunate su žrtve stradale od savezničkih i partizanskih zrakoplova.
Godine 1970. kod sela Kruščica (koje je tada potopljeno) izgrađena je Hidroelektrana Sklope, a nedaleko od ponora u Rudinki probijen je kroz brdo – tunel koji vodu što je propušta brana dalje provodi do Brloškog jezera i do Hidroelektrane Senj. Poplave u Kosinju traju stoljećima, još od naseljavanja prvih hrvatskih plemena koncem 8. stoljeća koja su u pitomoj dolini našli svoj novi dom. Vode im je često bilo na pretek, jer se vodostaj rijeke Like za jesenskih kiša i proljetnog topljenja snijega dizao i nosio sve pred sobom. Zato su se kuće uvijek gradile na brdašcima. Posljednje velike poplave, koje su vrlo česte bile su početkom 2010. i 2013., kada je gotovo potpuno paraliziran taj kraj i oko 1200 stanovnika danima bili odsječeni od vanjskoga svijeta. Po nekim se selima, među njima i Gornjim Kosinjom, moglo kretati samo čamcima.
U vrijeme velikosrpske pobune i agresije na Hrvatsku, Perušić se našao u blizini crte bojišnice. Vojarna JNA u Perušiću osvojena je 14. rujna 1991., kao prva osvojena vojarna u samostalnoj Hrvatskoj oružanom borbom.
Sigurnost ovog gradića nije bila sigurna niti nakon stabiliziranja bojišnice i međunarodnog priznanja Republike Hrvatske od strane zemalja Europske zajednice. Pored topničkih napada, 19. siječnja 1992. velikosrbi su poduzeli i pješački napad kojeg su hrvatske postrojbe odbile.

## Gospodarstvo
Poljodjelstvo i nešto industrije osnovne su gospodarske grane. Autocesta A1 donosi ubrzan razvoj gospodarstva. Par kilometara od Perušića nalazi se izlaz s autoceste te odmaralište na autocesti Janjče. Od poljodjelskih kultura uzgaja se poznati lički krumpir, razvijeno je ovčarstvo, uzgajaju se domaće ličke krave buše, a ima i određen broj konja.
Viševica-korp zapošljava 160 radnika u pogonu u Perušiću gdje je uz primarnu obradu drva izgrađena i tvornica peleta. To je najveća tvornica za izradu i impregnaciju drvenih željezničkih pragova u Europi. U Perušiću se nalazi i Lidlov logističko-distributivni centar, koji ima 34 000 m2. Njime se opremaju Lidlove trgovine od Istre i Kvarnera, preko Like do krajnjeg juga Dalmacije.
Šumarija Perušić gospodari vrlo vrijednim šumama, djelomično i na području Velebita. Pripada među najveće šumarije u Hrvatskoj po površini i količini drvne mase. O kvaliteti šuma govori i podatak, da se na području šumarije nalazi najveće velebitsko stablo i najveća jela u Europi poznata kao „jela car”. Visoka je 42,5 m a ima opseg 5,42 m. Njena posebnost je ta što su sve jele koje rastu oko nje „normalne“ visine i širine, a sama jela zaista izgleda kao car u okruženju malih jela.
Razvijeno je lovno gospodarenje. Šume obiluju vrlo raznolikim životinjskim svijetom. Stanište je vrlo pogodno za mrkog medvjeda, koji obitava u većem broju. Od ostalih vrsta pridolaze: srne, divlje svinje, zečevi, lisice, jazavci, kune zlatice, risevi, divlje mačke, puhovi, lasice, čak i orlovi i divokoze te tetrijebi.

### Hidroelektrana Sklope
Hidroelektrana Sklope gradila se dvije godine (1968. – 1970.) na području općine Perušić na rijeci Lici. Zbog te hidroelektane moralo se napraviti umjetno jezero Krušćica, a to je ujedno značilo i potopljavanje sela Sveti Ilija s istoimenom crkvom i njegovih zaseoka.
Hidroelektrana Sklope ima instalirani volumni protok 45 m3/s, a konstruktivni neto pad vode je 60 metara. Instalirana snaga HE Sklope je 22,5 MW (Francisova turbina). HE Sklope prosječno godišnje proizvodi oko 85 GWh, dok je maksimalna godišnja proizvodnja bila 124 GWh (1980.) električne energije. HE Sklope je ustvari dio hidroenergetskog sustava Senj (HES Senj), u kojem se nalazi i Hidroelektrana Senj (216 MW), a koristi hidroenergetski potencijal ponornica Like i Gacke, te potoka Bakovac na potezu od Ličke visoravni do mora, gdje je smještena strojarnica HE Senj.

## Poznate osobe
- Gašpar Perušić, banski namjesnik. Poznat je po potpisivanju Požunskog mira kojim je habsburškoj kući zajamčio pravo nasljedstva na hrvatskom prijestolju.
- Juraj Juco Rukavina – hrvatski nacionalni revolucionar, vođa Ličkog ustanka (Velebitski ustanak).
- Ana Karić, hrvatska filmska, televizijska i kazališna glumica.[24]
- Slavko Štimac, glumac.
- Slobodan Budak, pravnik.
- Šime Šimatović, filmski redatelj.
- Milan Lulić, glazbenik.
- Mirko Lulić, nogometaš.
- Sara El Khouly, miss Egipta 2010.[25]
- Denis Špoljarić, rukometaš (porijeklom iz Kosinjskog Bakovca).
- Josip Milković, rukometaš (porijeklom iz Perušića).
- Vid Balenović, pedagog.
- Lavoslav Vukelić, pjesnik.[26]
- Marijana Rukavina Jerkić, književnica i pravnica.[27]
- Josip Mustać, svećenik.
- Kristian Kreković, slikar i arhitekt (roditelji iz Perušića).

## Spomenici i znamenitosti

### Grabovača
Grabovača je uzvišenje – dio srednjeg Velebita – smješteno između ličke krške zaravni i Perušićkog polja, 2 km udaljeno od središta Perušića. Nalazi se na 770 m nadmorske visine u neposrednoj blizini krškog sljeva rijeke Like. S njega na zapad i jugoistok puca široka panorama na prostrane ličke krške zaravni s kanjonom rijeke Like, umjetnim jezerom Kruščica i zelenim zidom Velebita na udaljenom obzoru. Na istoku se vide povijesni spomenici; Kula s kraja 17. stoljeća i župna crkva sv. Križa s kraja 17. stoljeća.
Na Grabovači je neprocjenjivo bogatstvo podzemnih krških oblika, što čini 1/4 od ukupnog broja zaštićenih speleoloških objekata u Hrvatskoj.
Sklop raznovrsnih i po bogatstvu kalcitnih tvorevina vrijednih speleoloških pojava (šest špilja i jedna jama) nalazi se na prostorno ograničenom lokalitetu od samo 1,5 km². To su: Samograd, Amidžina špilja, Medina špilja, Kozarica Velika i Mala, Tabakuša i jama Slipica-Japaga. Na području Općine Perušić postoji još špilja: Gligina špilja (Studenci), Petrićeva špilja (Studenci), Konopljena špilja (Studenci), Šimina špilja (Mezinovac), Sitvukova špilja (Klenovac), Ledenica (Kaluđerovac), Kavgine špilje (Mlakva) i Špilja golubinjača (Gornji Kosinj).

### Kosinjski most
Kosinjski most je kameni, sedamdeset metara dugi most preko rijeke Like, spaja Gornji i Donji Kosinj. Projektirao ga je u 19. stoljeću projektant Milivoj Frković,a izgrađen je po uzoru na starohrvatsku mostogradnju, tehnikom »uklinjenjem kamena«. Most je i jedinstven po otvorima u lukovima koji imaju funkciju rasterećenja vodenog vala pri udaru na most, a u vodi se ocrtavaju kao pravilni krugovi.

### Kruščica
Nedaleko od Ličkog polja 1966. godine je stvoreno umjetno akumulacijsko jezero s 80 metara visokom branom, u čijim se dubinama nalazi potopljeno selo s crkvom sv. Ilije. Nalazi se na donjem dijelu toka rijeke Like kod sela Mlakva u Kosinju. Kruščica je oaza mira i tišine, prostor izvorne ljepote prirode i reljefa i kao takva pruža nezaboravan doživljaj za svakog ljubitelja prirode, ili ribiča koji tamo dolazi u potragu za ribama, a oni najspretniji love somove preko 90 kilograma.

### Crkva Uzvišenja Sv. Križa
Župna crkva Uzvišenja Sv. Križa sagrađena je na mjestu starije srednjovjekovne crkve i jedna od najljepših i najvrjednijih sakralnih objekata u Lici.
Riječ je o preuređenoj srednjovjekovnoj gotičkoj crkvi s primjesama kasnobaroknog i rokoko stila.

### Stari grad Perušić
Naziva se raznim nazivima: Perušićki stari grad, Gradina, Kula i Turska kula (premda je nastala prije turske vlasti u Perušiću). Kula je bila sazidana u kamenu i na tri kata, opasana debelim suhozidom u obliku nepravilnog četverokuta na čijim su se kutovima nalazile tri polukružne kule-stražarnice.
Na Kuli su danas vidljiva mjesta gdje su stajali topovi, stražarnice i izvidnice. I premda je ostao samo jedan kat, Kula predstavlja jednu od najočuvanijih obrambenih utvrda u Lici.

### Markov ponor
Markov ponor hidrološki je aktivan speleološki objekt u koji tijekom zime i proljeća utječe rijeka Lika. Najznačniji je ponor ove rijeke. Nalazi se u selu Lipovo Polje. Za potrebe sustava hidroelektrane Senj 1967. godine vršena su ispitivanja toka rijeke Like i njenih ponora koja je vodio Srećko Božićević. Tada je istražen i kartiran i Markov ponor. Rezultati trasiranja podzemnih voda rijeka Like i Gacke iz 1960. godine dokazali su povezanost Markovog ponora s vruljama u Velebitskom kanalu između Sv. Jurja i Jablanca. U 1999. godini započela su novija istraživanja Markovog ponora.
Markov ponor ima jedinstveni životinjski svijet. Vodena jednakonožna babura iz roda Monolistra je novo otkrivena vrsta i živi samo u Markovom ponoru. Pronađene su i metar debele naslage mrtvih ljuštura kritično ugroženog dinarskog špiljskoga školjkaša Congeria kusceri. To je jedini poznati podzemni školjkaš na svijetu. Kritično je ugrožen i jedna je od svega tri podzemne životinje zaštićene direktivama Europske unije. Stanište dijeli s dinarskim špiljskim cjevašem (Marifuga cavatica), koji je jedini poznati mnogočetinaš na svijetu.

### Pisani kamen
Pisani kamen je epigrafski spomenik. Nalazi se kod Kosinjskog Bakovca kod vrela Begovača u istoimenoj šumi, a u blizini se nalazi i jela car.
Potječe iz 4. stoljeća. Zove se »pisani kamen«, jer se na njemu nalazi starorimski natpis na latinskom jeziku. Tekst je zakonske naravi, jer propisuje pristup izvoru vode. Odnosio se na japodska plemena Ortopline i Parentine, a regulirao je pristup vode jednom japodskom plemenu od strane drugog japodskog plemena temeljem dogovora. To je jedna od prvih međunarodnih arbitraža, koja je u pisanom obliku sačuvanome do danas.

## Obrazovanje
- OŠ Perušić[35]
- OŠ Anža Frankopana, Gornji Kosinj[36]
- Dječji vrtić Perušić

## Kultura
- HKUD Perušić
- Dom kulture
- Hrvatski seljački dom
- Etno zbirka (u zgradi Općine)

U Gornjem Kosinju sniman je film Kino Lika, redatelja Dalibora Matanića.

### Kosinjski misal
Nedugo nakon što je izumljen tiskarski stroj u naselju Kosinj u blizini Perušića tiskan je Misal po zakonu rimskoga dvora ili Kosinjski misal (katolička crkvena knjiga), jedna od najstarijih tiskanih knjiga u Hrvatskoj i Europi s mnogobrojnim ilustracijama i uresima.
Misal je otisnut samo 28 godina nakon dovršetka Gutenbergove četrdesetdvoredne Biblije. Činjenica da je misal tiskan na hrvatskom jeziku i glagoljicom, svjedoči o društvenom, gospodarskom, kulturnom i intelektualnom potencijalu Hrvata u drugoj polovini 15. stoljeća. 
Tiskan je i na pergameni, te je prva slavenska inkunabula tiskana ne samo na papiru, nego i na pergameni. Osim toga, naš je prvotisak prva slavenska inkunabula tiskana dvobojno, crveno i crno.

## Šport
- Nogometni klub Perušić
- Teniski klub Perušić
- Prvi lički veslački klub Perušić
- Biciklističke staze Risovac – Grabovača
- Penjanje po stijeni Kalić

## Zdravstvo
Zdravstvene institucije u općini Perušić:
- Ambulanta Perušić
- Ljekarna Perušić
- Veterinarska stanica Perušić

## Manifestacije
- Perušićke maškare (siječanj/veljača)
- Glazbom u susret Uskrsu – djeca sviraju
- Regata Lika (svibanj)
- Jedriličarska regata (lipanj)
- Dan Općine Perušić – Blagdan sv. Križa- Križevo (14. rujna)
- Festival tradicionalnih jela (listopad)
- Ide jesen ide novo prelo (listopad)
- Božićni koncert

## Zanimljivosti
- 1857. g. – otvoren je poštanski ured.
- 1874. g. – otvorena je djevojačka škola.
- 1886. g. – osnovan je Odbor za uređenje Samograda, koji se smatra prvim speleološkim društvom u Hrvatskoj.
- 1920. g. – izrađena je željeznička postaja.

- Kanadski profesionalni hokejaš na ledu John Hečimović dijete je hrvatskih iseljenika iz Perušića.

- Najčešća prezimena su:
  - Milković,
  - Pocrnić,
  - Kasumović,
  - Hečimović,
  - Rukavina,
  - Štimac,
  - Murgić,
  - Karić,
  - Jurišić.

- Vino iz Kosinja pilo se na dvoru francuskih kraljeva.[40]

- Kosinj je u 15. i 16. stoljeću bio ucrtan u mnogobrojnim zemljopisnim kartama. Tako je u starim kartama Jadrana raznih europskih autora, poglavito talijanskih, Kosinj naveden čak 11 puta.[41]

- U zidu crkve sv. Vida u Kosinjskom Bakovcu ugrađene su tri vapnenačke pločice s glagoljskim natpisima iz 1517. Posebno je zanimljiv grb kneza Anža Frankopana, po kojemu je osnovna škola i dobila ime, koji je naopako postavljen iznad ulaznih vrata.[41]

- Špilja Samograd je prva špilja u Hrvatskoj otvorena za posjetitelje.

- Vojarna JNA u Perušiću osvojena je 14. rujna 1991., kao prva osvojena vojarna u samostalnoj Hrvatskoj oružanom borbom.

- Rijeka Lika, koja prolazi kroz Općinu Perušić, druga je najduža rijeka ponornica u Europi. Izvire u podnožju Velebita na 600 m nadmorske visine.